# I Contain Multitudes
«I Contain Multitudes» es un sencillo del músico estadounidense Bob Dylan, la pista de apertura de su 39.º álbum de estudio, Rough and Rowdy Ways (2020). Fue publicada como segundo sencillo del álbum el 17 de abril de 2020 a través de Columbia Records. El título de la canción está tomado de la sección 51 del poema "Song of Myself" de Walt Whitman.
La canción fue lanzada, sin previo aviso, menos de un mes después del sencillo anterior de Dylan, "Murder Most Foul". Los dos sencillos fueron el primer material original lanzado por Dylan desde su álbum Tempest de 2012. "I Contain Multitudes" alcanzó el puesto número 5 en la lista de Rock Digital Song Sales de Billboard.

## Posición en listas
| Lista                                  | Posición |
| -------------------------------------- | -------- |
| US Rock Digital Song Sales (Billboard) | 5        |